# Битка код Тразименског језера
Битка код Тразименског језера одиграла се 24. јуна 217. п. н. е. између војске Картагине под Ханибаловом командом и војске Римске републике под командом Гаја Фламинија. То је била једна од битака Другог пунског рата. Та битка је пример највеће и најуспешније заседе у историји ратовања.

## Увод
Рим је био алармиран тешким поразом у бици код Требије и сенат прави планове како да се суочи са опасношћу. Били су изабрани нови конзули за 217. годину. То су били Гнеј Сервилије и Гај Фламиније. Две римске армије су биле поприлично смањене након пораза код Требије, па се регрутују 4 нове легије, које се додељују постојећим утањеним армијама. После бици код Тицина и Требије Фламинијева војска је кренула јужно, да се припреми за одбрану самог Рима. Ханибал је кренуо у истом смеру марширајући већом брзином тако да је претекао римску војску. Фламиније повећава брзину марширања да би започео битку са Ханибалом пре него што он дође до Рима. Друга Сервилијева војска кретала се у истом смеру и требало је да се споји са Фламинијевом, али је заостала.
Ханибал одлучује да навуче Фламинијеве одреде у одлучну битку пре него што стигне конзул Сервилије са својом војском. Сматра да ће тактиком спржене земље навући Фламинија у одлучну битку, јер овај неће моћи гледати такво уништавање подручја, које је он дужан да заштити. С друге стране таква разарања показују римским савезницима да је Рим неспособан да их заштити и тиме слабе везе Рима и његових савезника. Међутим Фламиније је седео пасивно у Арецијуму током Ханибалових пустошења. Пошто није могао навући Фламинија у битку Ханибал је извео велики маневар пролазећи крај левог Фламенијевог крила и одсекао је Фламинија од Рима.
Тај потез је био велики ударац за морал римске војске. Седели су и гледали непријатеља где све уништава, а и налази се ближе Риму него они. Фламиније је и даље остао пасиван, а Ханибал је кренуо према Апулији, надајући се да ће сам Фламиније одабрати место битке.
Фламиније је трпио велику критику из Рима, а и сам се желио што пре осветити за разарања и уништавања, па се одлучује за битку против Ханибала. Саветници су га саветовали да не жури, да причека Сервилија са његовом армијом и да дотад врши изненадне нападе коњицом на истурене делове Ханибалове војске. Међутим Фламинију се журило да започне битку.

## Битка

### Почетни распоред
Ханибал је приметио да је Тразименско језеро представља прикладно место за заседу. Чуо је да је Фламиније кренуо за њим, тако да је почео са припремама за битку. Приметио је да северно од језера постоје добро пошумљена брда, тачно изнад пута на северном делу језера. Поставља логор на једно брдашце, одакле има добар поглед на било кога ко долази.
Готово целу ноћ је припремао војску за битку. Испод логора поставља тешку пешадију (војнике из Иберије, Келте и Африканце) на нешто мало узвишенији терен, са кога се могу сјурити на Римљане када ови наиђу. Галску пешадију и коњицу сакрива по брдима у дубину шумовитог предела, најближе месту где Римљани треба прво да уђу у тај простор северног дела језера. Лаку пешадију поставља у интервалима по врховима са којих се види равница уз језеро. Лака пешадија је тиме постављена дуж целе цесте са стриктним наређењима да буду сакривени и да чекају сигнал за напад. Да би што боље заварао Римљане Ханибал наређује својој војсци да запале те ноћи логорске ватре на једном удаљеном подручју, тако да Римљани мисле да су они много удаљенији, него што стварно јесу.

### Догађаји
Следеће јутро Римљани су се приближавали према истоку дуж северне стране језера. Спреман и жељан битке Гај Фламиније је немилосрдно пожуривао своје војнике. Кад су Римљани ушли у дугу, уску и магловиту долину испод брда на северној страни језера трубама су позване скривене Ханибалове јединице да нападну.
Од тог тренутка скривена Картагињанска коњица и пешадија изненада силази са околних брда, затвара улаз у долину и напада са свих страна изненађене Римљане. Римљани нису имали времена да се поставе у борбене формације, па су постали лака мета за Картагињане. Римљани су брзо разбијени у три групе. Најзападнију групу је напала коњица и дотерала их до језера и присилила да побегну у воду. Онда опкољавају друге две групације. Фламинијев центар се добро држао и дуго борио, али Ханибалови Гали су их сасекли након три сата тешке борбе.
Током три сата битке цела римска армија је уништена. Када су видели да више немају никаквог излаза преостали војници су се довукли до шуме и кроз шуму су бежали. Само 6.000 војника се извукло користећи шуму и маглу, али већина је ухваћена следећег дана. Од преосталих 30.000 пола је убијено или се удавило (укључујући Фламинија) а друга половина је заробљена. Ханибалови губици нису били већи од 1.500 војника. За дан или два Ханибал пресреће римско појачање од 4.000 војника и уништава их.

### Последице
Ханибал је у тој бици постигао бриљантну победу највећом заседом у историји. Вести о римском поразу су изазвале панику у Риму. Рим је био у стању панике након овог тешког пораза. Ханибалу је био отворен пут на сам Рим. У тренуцима таквих криза било је нужно да се прогласи диктатор, коме би се дале све овласти обично орочено на 6 месеци. За диктатора је одабран Квинт Фабије Максим зван Кунктактор (човек који оклева). Ханибалови генерали су инсистирали да се опседа Рим, али Ханибал није хтео. Није имао довољно опсадних справа, а није имао ни базу у централној Италији. Одлучује да крене јужно, да би потакао побуну Грка против Рима.